# Cerreta (Bobbio)
L'Antico villaggio di Cerreta (oggi Liserreta) (o dei Mulinelli per la presenza di antichi mulini) è vicino al paese di San Cristoforo (Bobbio), in una zona di La Valle alla foce del Fosso di Piandasco ed il Carlone vicino alla Cascata termale del Carlone e alla zona delle Cave di pietra di San Cristoforo.  

## Storia
Faceva parte del vicus Vidulium romano-longobardo sorto nella valle del Carlone (La Valle) nei pressi dell'antico Monastero di San Cristoforo.
Nel 1458 compare nell'elenco delle località sottoposte all'Abbazia di San Colombano di Bobbio con il nome di Cerretam e ad esso dipendono i terreni limitrofi ed i castagneti dell'alta valle del Carlone, sono citati inoltre nel predetto documento i terreni di Vallis de Bardaneto [Valle di Bardonetto (Barnei)] e Mons Albertus [Monte Alberto (Monti Berti)].

## Descrizione
Ora la zona è conosciuta con il nome di Liserreta (Lisrèta in dialetto bobbiese), il villaggio ora consta in numerosi ruderi tra i quali il casotto Mogliazze (indicato sulla mappa catastale), una vecchia cascina poi restaurata ed adibita alla conservazione e all'essiccamento delle castagne.
Esso era tra il torrente Carlone la parte alte era collegata alla parte bassa tramite un ponticello sul torrente, vi era la fontana che sorgeva proprio sopra al Carlone, e la strada attraversava il villaggio dall'alto in basso; infatti si collega con il sentiero per la Cascina Al Fede e l'antico sentiero di Colleri che portava al comune di Brallo di Pregola ed in basso riattraversando il torrente si collegava con il Sentiero medioevale per il Santuario del Monte Penice per la Cascata termale San Cristoforo del Carlone.
Infatti un tempo gli abitanti di Colleri e del Brallo oltre che ai commercianti di legname ed i carbonai di Piandasco passavano di lì e poi dalla Cascata per andare a Bobbio essendo la valle del Carlone la via più breve.
Inoltre nel villaggio vi erano la presenza di piccoli mulini a pietra per la macinazione delle castagne che sfruttavano l'acqua del torrente ora vi sono solo ruderi ed ammassi pietrosi. 
Dal villaggio dipendevano i terrenti ed i castagneti di Liserreta, Baravella e quelli della Valle di Bardanetto e dell'alta valle del Carlone; inoltre vi si macinavano le castagne del castagneto di Rastella (vi sono i ruderi del casotto nei pressi di una sorgente) e Pian dei lupi.
Non si sa quando il villaggio fu abbandonato, tranne il casotto Mogliazze che dirocco recentemente, ma si suppone che gli abitanti si trasferissero alla frazione Mogliazze dato che ne rimasero proprietari sino ad oggi; si sa che l'area ed il villaggio vennero distrutti dalle piene del Carlone.

## Come lo si raggiunge
Si segue parte dell'antico Sentiero medioevale per il Santuario del Monte Penice, scendendo da San Cristoforo, dopo la zona della Chiesa Vecchia dove vi sono il Monastero ed il cimitero parrocchiale, fino a La Valle e dopo un bivio, dove su una pietra sono indicati i sentieri e la cascata, si prosegue dritto per il sentiero che porta anche alla Cascina Al Fede, fino vicino alla confluenza tra il Carlone ed il Fosso di Piandasco, li si scende per un viottolo sottostante; il quale dopo Cerreta guadando nuovamente il Carlone sbuca nuovamente nel sentiero che porta alla Cascata termale. 